# Макаровская волость
Макаровская волость — упразднённые административно-территориальная единица 3-го уровня и муниципальное образование со статусом сельского поселения в Новоржевском районе Псковской области России.
Административный центр — деревня Макарово.

## География
Территория волости граничила на северо-востоке с Барутской, на севере и западе — с Оршанской волостями Новоржевского района, на юго-западе — с Опочецким районом, на востоке и юге — с Бежаницким районом Псковской области.
На территории волости находилась часть Бежаницкой возвышенности, в том числе наивысшая точка Псковской области — гора Лобно (338 м). Также расположены озёра: Лобно (1,3 км² на границе с Кудеверской волостью Бежаницкого района), Студенецкое (0,4 км²) и др.

## Население
| 2010 | 2012 | 2013 | 2014 | 2015 |
| ---- | ---- | ---- | ---- | ---- |
| 832  | ↘805 | ↘799 | ↘791 | ↘763 |

## Населённые пункты
В состав Макаровской волости входили 73 деревни: Апросово, Боровичи, Власково, Голубево, Гнилки, Грихново, Дятлово, Ероново, Заборье, Завидовка, Иваньково, Корнилково, Лаптево, Лунёвка, Макарово, Гром, Машатино, Мишино, Мелехово, Наумково, Новины, Петровское, Плавно, Рогово, Рудново, Саньково, Самсониха, Сухлово, Тарасово, Харитоново, Харлапово, Шаурино, Белогубово, Евдокимиха, Манушкино, Павлиха, Подлипье, Платавец, Пупово, Симаниха, Стехново, Россолово, Тарутино, Тихомор, Федоново, Шнитово, Ячино, Тархово, Мосеево, Жекупино, Подмежье, Высокое, Бородино, Батово, Кашилиха, Трахачево, Гришино-1, Савино, Кремье, Гришино-2, Рубачево, Маслиха, Заход, Ханево, Козловка, Зарвино, Руново, Полозово, Слигино, Запятково, Кузьмино, Коськино, Васюгино.

## История
Постановлением Псковского областного Собрания депутатов от 26 января 1995 года все сельсоветы в Псковской области были переименованы в волости, в том числе Юхновский сельсовет был превращён в Заборьевская волость с центром в деревне Макарово.
Законом Псковской области от 28 февраля 2005 года в границах частично Заборьевской, частично Зареченской (д. Заречье) и частично Оршанской волостей было также образовано муниципальное образование Макаровская волость со статусом сельского поселения с 1 января 2006 года в составе муниципальное образование Новоржевский район со статусом муниципального района.
Законом Псковской области от 30 марта 2015 года волость была упразднена и 11 апреля 2015 года включена в состав нового сельского поселения Новоржевская волость с административным центром в городе Новоржев.